# MacOS
|  | No s'ha de confondre amb Mac OS clàssic. |

macOS, abans conegut com a OS X i inicialment com a Mac OS X, és una versió del sistema operatiu que utilitzen els ordinadors Macintosh, i que es basa en un nucli Unix. Recentment aquest SO (sistema operatiu) ha rebut la denominació de sistema Unix i no un sistema basat en Unix com era abans. A la X que acompanya el nom Mac OS se li atribueixen dos significats: el de numeral romà 10 (ja que les versions del Mac OS anomenat "Classic" acaben al 9) i la darrera lletra del mot UniX.
El Mac OS X va sortir al mercat l'any 2001. El sistema operatiu parteix de l'adaptació i posterior desenvolupament d'una combinació del BSD ("Berkeley Software Distribution"), que és una variant d'Unix, i el micronucli Mach (desenvolupat per la Universitat Carnegie-Mellon). Al damunt d'aquesta base s'hi afegeix una interfície d'usuari gràfica anomenada Aqua.
El Mac OS X és força diferent de totes les versions anteriors del Mac OS, pel fet que el seu codi de base és totalment diferent del d'aquestes. La compatibilitat amb versions anteriors s'obté per mitjà d'emulació.

## Mac OS X
- Public Beta Kodiak, Build 1H39
- 10.0 Cheetah, Build 4K78
  - 10.0.1 Build 4L13
  - 10.0.2 Build 4P12 
  - 10.0.3 Build 4P13 
  - 10.0.4 Build 4Q12

- 10.1 Puma, Build 5G64
  - 10.1.1 Build 5M28 
  - 10.1.2 Build 5P48 
  - 10.1.3 Build 5Q45 
  - 10.1.4 Build 5Q125
  - 10.1.5 Build 5S60

- 10.2 Jaguar, Build 6C115 
  - 10.2.1 Jaguar Red, Build 6D52 
  - 10.2.2 Jaguar Blue, Merlot, Build 6F21
  - 10.2.3 Jaguar Green, Build 6G30 
  - 10.2.4 Jaguar Pink, Build 6I32 
  - 10.2.5 Jaguar Plaid, Build 6L29 
  - 10.2.6 Jaguar Black, Build 6L60
  - 10.2.7 Build 6R65 
  - 10.2.8 (G4) Build 6R73 
  - 10.2.8 (G5) Build 6S90

- 10.3 Panther, Build 7B85
  - 10.3.1 Build 7C107 
  - 10.3.2 Build 7D24 
  - 10.3.3 Build 7F44 
  - 10.3.4 Build 7H63 
  - 10.3.5 Build 7M34 
  - 10.3.6 Build 7R28
  - 10.3.7 Build 7S215 
  - 10.3.8 Build 7U16 
  - 10.3.9 Build 7W98

- 10.4 Tiger, Build 8A428 
  - 10.4.1 Build 8B15 
  - 10.4.2 Build 8C46 
  - 10.4.3 Build 8F46 
  - 10.4.4 Build 8G32 
  - 10.4.5 (PowerPC) Build 8H14 
  - 10.4.5 (Intel) Build 8G1454
  - 10.4.6 (PowerPC) Build 8I1119 
  - 10.4.6 (Intel) Build 7U16 
  - 10.4.7 (PowerPC) Build 8J135 
  - 10.4.7 (Intel) Build 8J2135 
  - 10.4.8 (PowerPC) Build 8L127 
  - 10.4.8 (Intel) Build 8L2127 
  - 10.4.9 (PowerPC) Build 8P135 
  - 10.4.9 (Intel) Build 8P2137 
  - 10.4.10 (PowerPC) Build 8R218 
  - 10.4.10 (Intel) Build 8R2218
  - 10.4.11 (PowerPC) Build 8S165 
  - 10.4.11 (Intel) Build 8S2167

- 10.5 Leopard, Build 9A581 
  - 10.5.1 Build 9B18 
  - 10.5.2 Build 9С31 
  - 10.5.3 Build 9D34 
  - 10.5.4 Build 9E17 
  - 10.5.5 Build 9F33 
  - 10.5.6 Build 9G55 
  - 10.5.7 Build 9J61 
  - 10.5.8 Build 9L30

- 10.6 Snow Leopard, Build 10A432
  - 10.6.1 Build 10B504 
  - 10.6.2 Build 10C540 
  - 10.6.3 Build 10D573 
  - 10.6.4 Build 10F569 
  - 10.6.5 Build 10H548 
  - 10.6.6 Build 10J567 
  - 10.6.7 Build 10J869 
  - 10.6.8 Build 10K540

- 10.7 Lion, Build 11A511
  - 10.7.1 Build 11B211 
  - 10.7.2 Build 11C74 
  - 10.7.3 Build 11D50 
  - 10.7.4 Build 11E53 
  - 10.7.5 Build 11G56

- 10.8 Mountain Lion, Build 12A269 
  - 10.8.1 Build 12B19 
  - 10.8.2 Build 12C54 
  - 10.8.2 Build 12C60 
  - 10.8.3 Build 12D78
- 10.9 Mavericks, Build 13A603 (GM2)
  - 10.9.1 Build 13B42
  - 10.9.2 Build 13C64
  - 10.9.3 Build 13D65
  - 10.9.4 Build 13E28
  - 10.9.5 Build 13F1077
- 10.10 Yosemite, Build 14A389
  - 10.10.1 Build 14B25
  - 10.10.2 Build 14C2043
  - 10.10.3 Build 14D131
- 10.11 El Capitan, Build 15A284
  - 10.11.1 Build 15B42
  - 10.11.2 Build 15C47a
- 10.12 Sierra, Build 16A323
  - 10.12.1 Build 16B2555
  - 10.12.2 Build 16C67
  - 10.12.3 Build 16D32
  - 10.12.4 Build 16E195
  - 10.12.5 Build 16F73
  - 10.12.6 Build 16G12b
- 10.13 High Sierra, Build 17A365
  - 10.13.1 Build 17B48
  - 10.13.2 Build 17C88
  - 10.13.3 Build 17D102
  - 10.13.4 Build 17E99
- 10.14 Mojave
- 10.15 Catalina
- 11.0 Big Sur
- 12.0 Monterey
- 13.0 Ventura
- 14.3 Sonoma

### Mac OS X Server
- 1.0
- 10.0
- 10.1
- 10.2
- 10.3
- 10.4
- 10.5
- 10.6
- 10.7
- 10.8
- 10.9
- 10.10
- 10.11

## Gràfic línia de temps
|                                                     |
| Una línia de temps gràfica dels models de Macintosh |